# Antonio Colomberti
Antonio Colomberti (Viterbo, 20 febbraio 1806 – Bologna, 13 marzo 1892) è stato un attore teatrale e scrittore italiano.

## Biografia
Antonio Colomberti, figlio di Gaetano, attore di origine tedesca, e di Caterina Rinaldi, anche lei attrice.
Antonio Colomberti seguì fin dalla nascita i genitori nelle loro torunée imparando sin da piccolo l'arte della recitazione: nel 1811-1812 si esibì nel ruolo di bambino nella compagnia Consoli, Zuccato e Pellizza.
Nel 1820 per alcune recite, solo momentaneamente, svolse la parte del primo amoroso nel teatro della piazza Vecchia.
Ricevette solo un'istruzione elementare, ma sin da adolescente approfondì le sue conoscenze culturali di storia antica e degli autori teatrali più importanti, leggendo Vittorio Alfieri, Carlo Goldoni e Pietro Metastasio, e imparò la lingua francese dalla quale era tradotto parte del repertorio delle compagnie dell'Ottocento.
Nel 1822 entrò a Firenze nella compagnia di Lorenzo Pani e seguì gli insegnamenti di Ercole Gallina che lo introdusse nel mondo delle commedie.
Nel 1824 entrò, assieme ai genitori, nella compagnia di Luigi Fini nel ruolo di amoroso generico, e l'anno seguente in quella di Tommaso Zocchi. La sua fortuna iniziò quando si trasferì a Pisa per sostituire un attore nella parte di primo amoroso assoluto. Fu aiutato sia da
Zocchi che dagli insegnamenti del direttore della compagnia Giuseppe Salvini, ottenendo il successo del pubblico.
Si sposò una prima volta nel 1827 con Isabella Belloni, attrice di talento e figlia di attori, ma nel 1832 restò vedovo; successivamente si sposò con Amalia Boni, anch'essa attrice, che lo seguì nella carriera.
Ormai attore di successo entrò come primo attore nella compagnia di Luigi Mascherpa, dal 1832 al 1836 e dal 1840 al 1843. Successivamente fondò una sua propria compagnia in cui lavorò per qualche anno, dopo di che recitò per il carnevale del 1854 a Roma al teatro Valle e nei tre anni seguenti a Napoli, al teatro dei Fiorentini.
Colomberti proseguì la sua carriera nel 1860 e poi nel 1863 in società con il Domeniconi, a Torino e Roma, fino al suo abbandono delle scene dopo il 1870 e il suo trasferimento a Bologna dove per tre anni fu presidente e socio della Società dei filodrammatici Concordi.
Si distinse soprattutto nel repertorio tragico (Alfieri e Monti) e drammatico (Metastasio, Alexandre Dumas padre e Giacometti), interpretato con grande vigore pur con il grande utilizzo di effetti di controscena.
Fecondo poligrafo, scrisse tre romanzi storici e alcuni trattati rimasti inediti, che completano e aggiornano l'opera famosa del Bartoli e costituiscono una fonte molto utile per la conoscenza del teatro italiano dell'Ottocento.
Morì a Bologna il 13 marzo 1892.